# 黒田脩
黒田 脩（くろだ おさむ、1929年 - 2020年8月31日）は、大阪府大阪市出身の野球選手、実業家。

## 経歴
大阪府出身であるが大阪空襲で実家が戦火に遭ったため、1946年春に京都府に転居し、京都二中に転校。その際に野球に出会い打ち込む。
京都二中では終戦の翌年・1946年に戦後初めて開催された夏の大会・第28回全国中等学校優勝野球大会においては西宮球場で開催された成田中との開幕試合に「1番・三塁手」として1回表に戦後最初の打者として打席に立ち、四球で出塁した。その後同校は決勝で浪華商に破れるも、準優勝の成績を修めている。翌1947年開催の戦後初めての春の大会で阪神甲子園球場で開催された第19回選抜中等学校野球大会にも出場している。
進学した同志社大学では主将を務める。
同志社大学を卒業後は家業を継ぎながらも野球に携わり、旧関西六大学野球連盟（現：関西学生野球連盟）理事長に就任し、1982年のリーグ再編に尽力し、学生野球運営の功労者でもある。他の役職としては大阪食糧卸株式会社社長、会長や同志社大学野球部OB会会長、京二中・鳥羽高野球部OB会会長なども歴任。
自宅は甲子園球場に近く、晩年は89歳で迎えた2018年開催の第100回全国高等学校野球選手権記念大会まで球場に足を運んだ。同大会では100回大会を記念した始球式リレーが行われ、黒田も大阪府豊中市の「高校野球発祥の地記念公園」での行事に参加している。
2020年8月31日午前5時40分に兵庫県西宮市の施設において、老衰のため死去。91歳没。

## 人物
- 記念すべき戦後初の打者であるが大観衆の前で緊張し、バットを振ったかも記憶に無いという。また地方大会の京津大会では主に2番や下位を打つことが多かったが試合当日の朝に監督から突然1番に指名されたという。
- 京都二中の継承校でもある鳥羽高校の後輩を1年に1度食事に招いていた[3]。

## 家族
- 読売新聞大阪本社社会部部長を務めた黒田清は実弟[2]。また他の兄弟に神戸大学名誉教授の黒田健二郎がいる。